# Kanton Vaugneray
Der Kanton Vaugneray ist seit 1790 ein französischer Wahlkreis im Département Rhône in der Region Auvergne-Rhône-Alpes. Er umfasst 19 Gemeinden im Arrondissement Lyon und hat seinen Hauptort (frz.: bureau centralisateur) in Vaugneray. 

## Gemeinden
Der Kanton besteht aus 18 Gemeinden mit insgesamt 33.558 Einwohnern (Stand: 2022) auf einer Gesamtfläche von 267,16 km²:
| Gemeinde                   | Einwohner 1. Januar 2022 | Fläche km² | Dichte Einw./km² | Code INSEE | Postleitzahl |
| -------------------------- | ------------------------ | ---------- | ---------------- | ---------- | ------------ |
| Aveize                     | 1.108                    | 16,64      | 67               | 69014      | 69610        |
| Coise                      | 794                      | 9,03       | 88               | 69062      | 69590        |
| Duerne                     | 842                      | 11,41      | 74               | 69078      | 69850        |
| Grézieu-le-Marché          | 831                      | 11,49      | 72               | 69095      | 69610        |
| La Chapelle-sur-Coise      | 566                      | 6,58       | 86               | 69042      | 69590        |
| Larajasse                  | 1.820                    | 33,61      | 54               | 69110      | 69590        |
| Meys                       | 855                      | 14,65      | 58               | 69132      | 69610        |
| Pollionnay                 | 2.966                    | 15,80      | 188              | 69154      | 69290        |
| Pomeys                     | 1.133                    | 13,10      | 86               | 69155      | 69590        |
| Rontalon                   | 1.167                    | 12,67      | 92               | 69170      | 69510        |
| Saint-André-la-Côte        | 274                      | 4,77       | 57               | 69180      | 69440        |
| Sainte-Catherine           | 981                      | 13,76      | 71               | 69184      | 69440        |
| Sainte-Consorce            | 2.109                    | 5,81       | 363              | 69190      | 69280        |
| Saint-Martin-en-Haut       | 3.917                    | 38,64      | 101              | 69227      | 69850        |
| Saint-Symphorien-sur-Coise | 3.749                    | 4,07       | 921              | 69238      | 69590        |
| Thurins                    | 3.268                    | 19,36      | 169              | 69249      | 69510        |
| Vaugneray                  | 6.198                    | 25,02      | 248              | 69255      | 69670        |
| Yzeron                     | 980                      | 10,75      | 91               | 69269      | 69510        |
| Kanton Vaugneray           | 33.558                   | 267,16     | 126              | 6912       | –            |

## Geschichte
Durch die landesweite Neuordnung der französischen Kantone wurde der Kanton Vaugneray 2015 vergrößert, so umfasste er vorher die 14 Gemeinden Brindas, Charbonnières-les-Bains, Courzieu, Craponne, Grézieu-la-Varenne, Marcy-l’Étoile, Messimy, Pollionnay, Saint-Genis-les-Ollières, Saint-Laurent-de-Vaux, Sainte-Consorce, Thurins, Vaugneray und Yzeron. Sein Zuschnitt entsprach einer Fläche von 151,46 km2. Er besaß vor 2015 einen anderen INSEE-Code als heute, nämlich 6931.
Vor der Schaffung der Métropole de Lyon zum 1. Januar 2015 gehörte der Kanton zum Arrondissement Lyon. Außerdem wurde die Gemeinde Saint-Laurent-de-Vaux mit 270 Einwohnern auf 2,64 km² (Stand: 2012) zur gleichen Zeit aufgelöst und nach Vaugneray eingemeindet. Im Februar 2017 wurden die Gemeinden wieder auf das ursprüngliche Arrondissement übertragen.

## Politik
| Vertreter im Départementsrat | Vertreter im Départementsrat | Vertreter im Départementsrat |
| Amtszeit                     | Namen                        | Partei                       |
| ---------------------------- | ---------------------------- | ---------------------------- |
| 1982–2015                    | Georges Barriol              | UMP                          |
| 2015–                        | Claude Goy Daniel Jullien    | UDI                          |